# Go West, Young Woman, Go West
Go West, Young Woman, Go West è un cortometraggio muto del 1910. Nei credit del film non viene riportato il nome del regista.

## Produzione
Il film fu prodotto dalla Selig Polyscope Company.

## Distribuzione
Distribuito dalla General Film Company, il film - un cortometraggio in una bobina - uscì nelle sale cinematografiche statunitensi il 4 luglio 1910.